# Pralong
Pralong ist eine französische Gemeinde mit 851 Einwohnern (Stand: 1. Januar 2022) im Département Loire in der Region Auvergne-Rhône-Alpes im Bereich des Zentralmassivs. Sie gehört zum Arrondissement Montbrison und zum Kanton Boën-sur-Lignon. Die Bewohner werden Pralonais und Pralonaises genannt.

## Geographie
Die Gemeinde wird vom namensgleichen Flüsschen Pralong durchquert. An der südwestlichen Gemeindegrenze verläuft der Ruillat.
Sie grenzt im Norden an Marcilly-le-Châtel, im Osten an Chalain-d’Uzore, im Süden an Champdieu, im Südwesten an Châtelneuf und im Westen an Saint-Bonnet-le-Courreau.

## Bevölkerungsentwicklung
| Jahr                       | 1962 | 1968 | 1975 | 1982 | 1990 | 1999 | 2008 | 2017 |
| -------------------------- | ---- | ---- | ---- | ---- | ---- | ---- | ---- | ---- |
| Einwohner                  | 314  | 322  | 388  | 532  | 614  | 680  | 846  | 847  |
| Quellen: Cassini und INSEE |      |      |      |      |      |      |      |      |

## Sehenswürdigkeiten

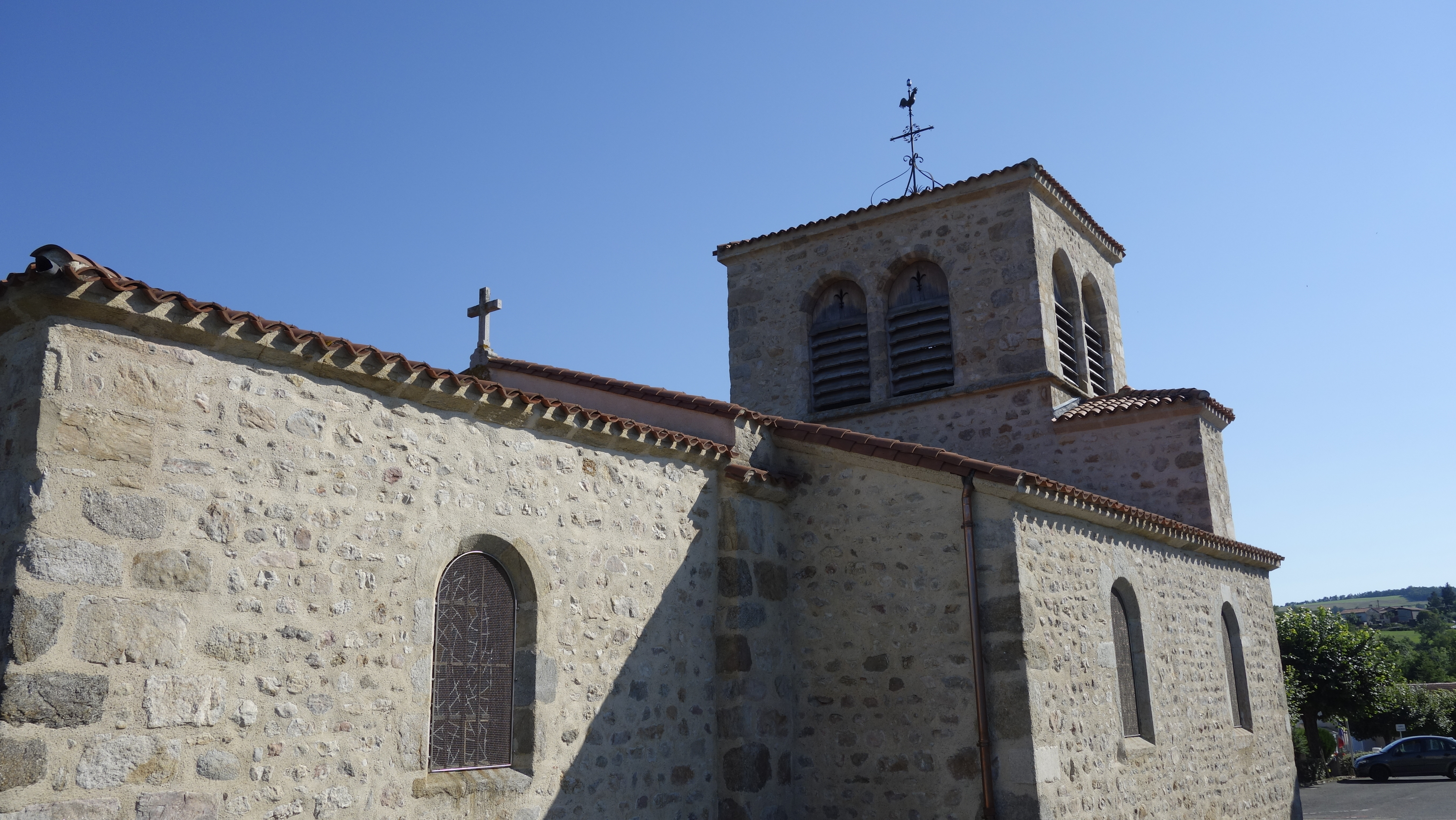
Pfarrkirche Saint-Romain

- Pfarrkirche Saint-Romain aus dem 16. Jahrhundert mit Ursprüngen aus dem 12. oder 13. Jahrhundert
- Oratorium im Weiler La Croix Blanche aus dem 19./20. Jahrhundert
- Zwei Taubenschläge aus dem 19. Jahrhundert
- Mehrere Wegkreuze